# MarieLies Birchler
MarieLies Birchler (* 1. Januar 1950 in Zürich, heimatberechtigt in Einsiedeln) ist eine ehemalige Betroffene fürsorgerischer Zwangsmassnahmen und Mitglied der Leitungsgruppe im Projekt «Gesichter der Erinnerung».

## Leben

### Kindheit und Jugend
MarieLies Birchler kam 1950 in Zürich als erstes von sechs Kindern der Mina, geb. Ebinger, und des Josef als Frühgeburt zur Welt. Die Eltern waren nicht in der Lage, sie zu versorgen, da der Vater nur unregelmässig einem Erwerb nachging. Die Fürsorgebehörde platzierte sie und ihren Bruder 1951 für einen dreimonatigen Kuraufenthalt ins Waisenhaus von Einsiedeln. 1954 wurde den Eltern das Sorgerecht entzogen; die Kinder verblieben im Waisenhaus.
Im von Ingenbohler Ordensschwestern geführten Waisenhaus wurde MarieLies Birchler als angeblich vom Teufel besessenes Kind und als Bettnässerin sowie wegen gelegentlichen Widerstands elf Jahre lange misshandelt, hungern gelassen, falsch ernährt, oft und lange eingesperrt und gedemütigt. Im Frühling 1957 wurde sie für viereinhalb Monate zur Abklärung in die heilpädagogische Beobachtungsstation «Bethlehem» in Wangen an der Aare verbracht.
1963 kam sie ins Erziehungsheim «Burg» in Rebstein (SG) und 1968 ins Erziehungsheim «Waldburg» in St. Gallen. Hier musste sie eine zweijährige Lehre als Glätterin absolvieren und fand zum ersten Mal eine Betreuerin, Michaela Stürner, die sie unterstützte.

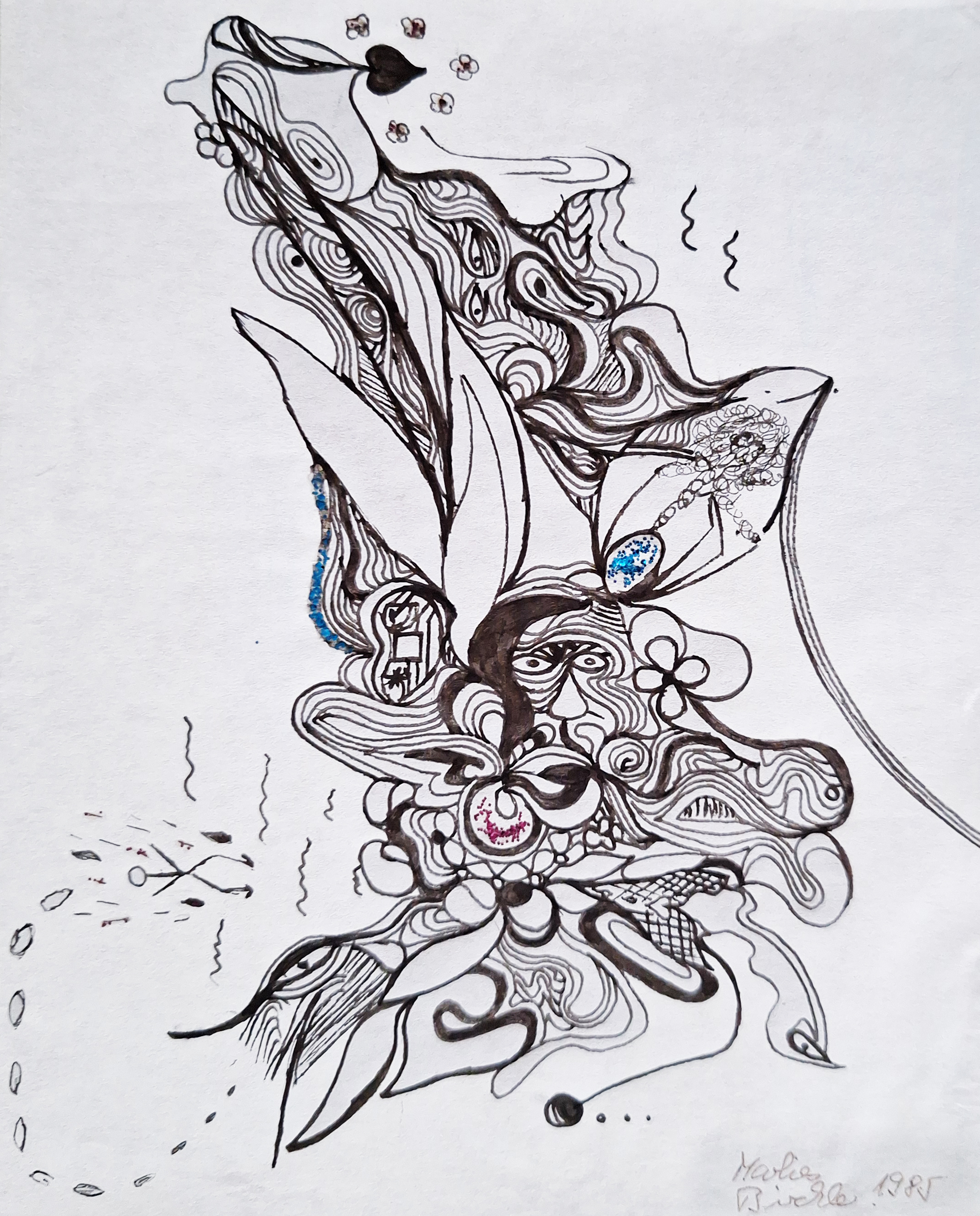
Zeichnung von MarieLies Birchler, 1985, zur Aufführung von «Biologie der Angst», 2007

### Berufstätigkeit
Nach der Entlassung aus dem Heim und aus der Vormundschaft mit 20 Jahren arbeitete sich Birchler mit zahlreichen Ausbildungen und Weiterbildungskursen zur Psychiatriepflegefachfrau mit Kaderfunktion empor. Aber die psychische Belastung durch die Vergangenheit sowie der Suizid ihres ebenfalls durch den Heimaufenthalt geprägten Bruders zwangen sie zur vorzeitigen Aufgabe ihres Berufs. 2007/2008 leitete sie das Archiv der SIX Telekurs AG in Zürich. Sie spielte in der Aufführung «Biologie der Angst» (Regie: Schorsch Kamerun) des Schauspielhauses Zürich mit. Seit der Aufgabe des Berufs widmet sie sich der Betreuung von Kleinkindern, die sie bis in die Jugend begleitet.

### Aufarbeitung der fürsorgerischen Zwangsmassnahmen und Fremdplatzierung
2019 wurde MarieLies Birchler vom Bundesamt für Justiz als Opfer von fürsorgerischen Zwangsmassnahmen und Fremdplatzierungen anerkannt. Sie ist Mitglied der Projektleitung im Verein «Gesichter der Erinnerung» und tritt bei Veranstaltungen auf.

## Dokumentationen
- Edwin Beeler: Hexenkinder. Schweiz 2021, Calypso Film AG. (Link zu Play SRF, Registration nötig)
- Marion Bornschier: Wenn es unmöglich erscheint, ein Leben zu leben. Dokumentarfilm von DRS, um 1980 (der Film ist nicht mehr erhältlich).
- Gewalt im Namen der Barmherzigkeit. Beitrag von «Schweiz aktuell» von SRF 1, 21. März 2018, 10 Min. (Link)
- Brutale Umarmung. Beitrag der «Rundschau» von SRF 1, 27. Februar 2016, 13 Min.  (Link)
- Thomas Huonker: Interview mit MarieLies Birchler auf der Webseite Kinderheime Schweiz 29. Januar 2015, 150 Min. – Mit ausführlichen, von Marlies Birchler verfassten Erinnerungen.